# Foodhiking
Foodhiking (z ang. food - jedzenie, żywność; hiking - podróżować; brak ścisłego odpowiednika w języku polskim) – filozofia podróżowania oparta na poznawaniu świata nie tylko poprzez obcowanie z jego warstwą wizualną i poznawaniu historii odwiedzanych miejsc ale także na odkrywaniu smaków charakterystycznych dla odwiedzanych regionów i miejsc. 
Współczesny foodhiking polega głównie na wyszukiwaniu wyjątkowych smaków na trasie własnych podróży lub na odwiedzaniu takich miejsc poleconych przez innych foodhikerów.
Często liczy się jedna konkretna potrawa z całego menu dostępnego w danym miejscu, nawet jeśli cała reszta nie jest godna uwagi.
Najciekawsze miejsca dla foodhikera, to te najbardziej niepozorne z wyjątkową potrawą okraszoną wspaniałymi widokami, które są pretekstem do podróży i stanowią uzupełnienie wrażeń towarzyszących konsumpcji.